# Parcines
Parcines (németül: Partschins) település Olaszországban, Bolzano autonóm megyében. Lakosainak száma 3876 fő (2023. január 1.). Parcines Lana, Marlengo, Naturno, Senales, Lagundo, Moso in Passiria, Plaus és Tirolo községekkel határos.

## Népesség
A település népességének változása:
| Lakosok száma | 3617 | 3683 | 3725 | 3876 |
|               | 2013 | 2017 | 2018 | 2023 |